# Tagadi
Tagadi  est une localité du nord-est de la Côte d'Ivoire et appartenant au département de Bondoukou, district du Zanzan, région du Gontougo. La localité de Tagadi est un chef-lieu de commune.